# Oktoknopie
Oktoknopie is een Nederlandse gagstrip getekend en geschreven door Gerard Leever. De strip verscheen 25 jaar lang op de achterkant van het kinderblad Taptoe, tot er in 2009 een grote omvorming van dit blad (dat werd overgenomen door Blink Uitgevers) plaatsvond.

## Inhoud
Oktoknopie is een roze octopusachtige knuffel met paarse stipjes die steeds als Jopie alleen op zijn kamer is tot leven komt. Oktoknopie kan niet alleen praten, hij kan zich ook veranderen in alles wat maar mogelijk is. Daarnaast doet Oktoknopie allerlei geweldige uitvindingen, zoals een raket en een tijdmachine waarmee hij samen met Jopie naar het verleden reist. Ook verzint hij als het moet allerlei slimme trucs om Jopie uit de problemen te helpen.

## Personages
De volgende personages spelen een belangrijke rol in de strip:
- Oktoknopie: de (anti)held van het verhaal.
- Jopie: een kleine jongen die de eigenaar is van Oktoknopie. Hij heeft weinig vrienden en doet het niet erg goed op school. Hij houdt wel ongelooflijk veel van voetballen.
- Dopie: het hondje van Jopie, een vuilnisbakkenras. Door zijn capriolen gaat er regelmatig iets mis.
- De vader van Jopie: hij ontdekt vaak net niet dat Oktoknopie geen gewone knuffel is.

## Geschiedenis
Leever kreeg in 1984 van Malmberg opdracht om een nieuwe strip voor de Taptoe te tekenen. In eerste instantie dacht Leever aan een strip die zich geheel op de maan afspeelde, maar een dergelijke strip bleek al te bestaan in het tijdschrift. Daarop besloot Leever om een wenspop die alles kon tot hoofdfiguur te maken.
Op 15 september 1985 verscheen Oktoknopie voor het eerst in Taptoe. In het jaar 2000 kreeg het eerste album van de strip een erepenning van het Stripschap.
In 2009 verdween de strip uit Taptoe, daarna verschenen er nog heruitgaven in Nickelodeon Magazine.

## Albums
Hieronder volgt een lijst van albums.
1. Oktoknopie (2000)
2. Oktoknopie slaat terug (2001)
3. Oktoknopie deelt uit (2002)
4. Oktoknopie duikt op (2005)
5. Oktoknopie dolt fijn (2007)
6. Oktoknopie viert feest (2010)
7. Oktoknopie vliegt uit (2016)